# Горст Ганніг
Горст Ганніг (нім. Horst Hannig; 19 листопада 1921, Франкенштайн — 15 травня 1943, Роканкур) — німецький льотчик-ас винищувальної авіації, оберлейтенант люфтваффе. Кавалер Лицарського хреста Залізного хреста з дубовим листям.

## Біографія
Після закінчення льотної школи восени 1941 року зарахований в 6-у ескадрилью 54-ї винищувальної ескадри «Зелене серце». Учасник Німецько-радянської війни, бився в районі Ленінграда. До травня 1942 року на рахунку Ганніга були понад 200 бойових вильотів і 48 радянських літаків. З січня 1943 року — командир 2-ї ескадрильї 2-ї винищувальної ескадри «Ріхтгофен», дислокованої у Франції. 16 лютого 1943 року збив B-17F — єдиний на його рахунку чотиримоторний бомбардувальник. У бою в районі узбережжя Ла-Маншу його літак був збитий британськими винищувачами. Ганніг зумів вистрибнути з падаючого літака, але його парашут не розкрився.
Всього за час бойових дій здійснив 350 бойових вильотів і збив 98 літаків, з них 90 на радянських.

## Нагороди
- Нагрудний знак пілота (1940)
- Залізний хрест
  - 2-го класу (17 липня 1941)
  - 1-го класу (3 вересня 1941)
- Почесний Кубок Люфтваффе (15 вересня 1941)
- Німецький хрест в золоті (24 листопада 1941)
- Лицарський хрест Залізного хреста з дубовим листям
  - лицарський хрест (9 травня 1942) — за 48 перемог.
  - дубове листя (№ 384; 3 січня 1944, посмертно)
- Авіаційна планка винищувача в золоті